# Bodenbauer
Bodenbauer är ett slott i Österrike.   Det ligger i distriktet Bruck-Mürzzuschlag och förbundslandet Steiermark, i den östra delen av landet, 120 km sydväst om huvudstaden Wien. Bodenbauer ligger 1 284 meter över havet.
Terrängen runt Bodenbauer är bergig norrut, men söderut är den kuperad. Närmaste större samhälle är Kapfenberg, 19,8 km sydost om Bodenbauer. 
I omgivningarna runt Bodenbauer växer i huvudsak blandskog. Runt Bodenbauer är det ganska glesbefolkat, med 48 invånare per kvadratkilometer.